# وو شی (بازیکن فوتبال)
وو شی (انگلیسی: Wu Xi؛ زادهٔ ۱۹ فوریهٔ ۱۹۸۹) یک بازیکن فوتبال اهل جمهوری خلق چین است.
وی همچنین در تیم ملی فوتبال چین بازی کرده‌است.